# Liste der Biografien/Stov
Liste der Biografien |
Portal Biografien |
Personensuche
# |
A |
B |
C |
D |
E |
F |
G |
H |
I |
J |
K |
L |
M |
N |
O |
P |
Q |
R |
S |
T |
U |
V |
W |
X |
Y |
Z |
?
 
Sa |
Sb |
Sc |
Sd |
Se |
Sf |
Sg |
Sh |
Si |
Sj |
Sk |
Sl |
Sm |
Sn |
So |
Sp |
Sq |
Sr |
Ss |
St |
Su |
Sv |
Sw |
Sy |
Sz
 
Sta |
Ste |
Sth |
Sti |
Stj |
Stl |
Sto |
Str |
Sts |
Stt |
Stu |
Stv |
Stw |
Sty
 
Stoa |
Stob |
Stoc |
Stod |
Stoe |
Stof |
Stog |
Stoh |
Stoi |
Stoj |
Stok |
Stol |
Stom |
Ston |
Stoo |
Stop |
Stoq |
Stor |
Stos |
Stot |
Stou |
Stov |
Stow |
Stox |
Stoy |
Stoz
Die Liste der Biografien führt alle Personen auf, die in der deutschsprachigen Wikipedia einen Artikel haben. Dieses ist eine Teilliste mit 23 Einträgen von Personen, deren Namen mit den Buchstaben „Stov“ beginnt.

## Stov

### Stova
- Stovall, Babe (1907–1974), US-amerikanischer Bluesmusiker (Sänger/Gitarrist)
- Stovall, Thelma (1919–1994), US-amerikanische Politikerin

### Stove
- Stöve, Betty (* 1945), niederländische Tennisspielerin
- Stove, David (1927–1994), australischer Philosoph
- Stöve, Willi (1860–1931), deutscher Unternehmer und Politiker (NLP), MdR
- Støvelbæk, Anette (* 1967), dänische SchauspielerinAnette Støvelbæk (* 1967)

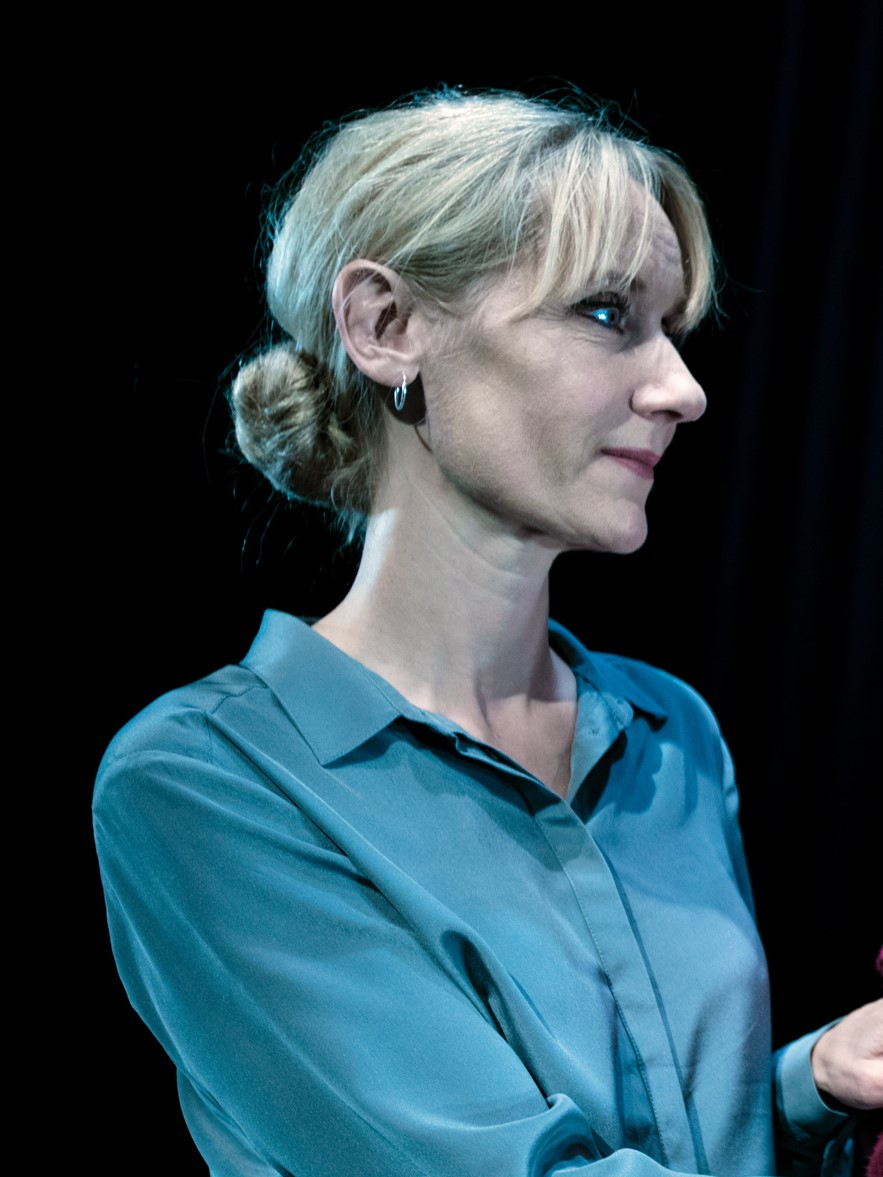
Anette Støvelbæk (* 1967)

- Stöver, Bernd (* 1961), deutscher Historiker
- Stöver, Birgit (* 1970), deutsche Politikerin (CDU), MdHB
- Stover, Elias S. (1836–1927), US-amerikanischer Politiker
- Stöver, Hans Dieter (1937–2020), deutscher Schriftsteller
- Stöver, Heino (* 1956), deutscher Sozialwissenschaftler und Hochschullehrer
- Stöver, Helga (1926–1993), deutsche Lehrerin
- Stover, John Hubler (1833–1889), US-amerikanischer Politiker
- Stover, Matt (* 1968), US-amerikanischer American-Football-Spieler
- Stover, Matthew (* 1962), US-amerikanischer Schriftsteller
- Stover, Smokey († 1975), US-amerikanischer Jazztrompeter (auch Gesang) und Bandleader des Dixieland
- Stöver, Uwe (* 1967), deutscher Fußballspieler und -trainer
- Stoverock, Meike (* 1974), deutsche Sachbuchautorin und Biologin
- Stövesand, Christian (1944–1991), deutscher Schauspieler, Synchronsprecher und Hörspielsprecher
- Stövesand, Hermann (1906–1992), deutscher Schauspieler
- Stövesand, Reinhold (1939–2015), deutscher Schauspieler und Theaterintendant

### Stovi
- Støving, Ibi (* 1975), dänische Moderatorin, Schauspielerin, Sängerin und ehemaliges Model
- Stovini, Lorenzo (* 1976), italienischer Fußballspieler